# ناحیه میکلی
ناحیه میکلی از سال ۲۰۰۹ زیرمجموعه‌ای از ساوونیای جنوبی و یکی از ناحیه‌ها در فنلاند است.

## شهرداری‌ها
| نشان ملی             | شهرداری              |
| -------------------- | -------------------- |
| Hirvensalmen vaakuna | هیرونسالمی (شهرداری) |
| Kangasniemen vaakuna | کانگاس‌نیمی (شهرداری) |
| Mikkelin vaakuna     | میکلی (شهر)          |
| Mäntyharjun vaakuna  | منتوهاریو (شهرداری)  |
| Pertunmaan vaakuna   | پرتونما (شهرداری)    |
| Puumalan vaakuna     | پومالا (شهرداری)     |